# Temperament
|  | Denne artikel omhandler et begreb fra musikteori. Temperament kan også bruges til at beskrive personlighedstræk; se De 4 temperamenter. |
Et temperament, også kaldet en temperatur eller stemning, er et system til at stemme et musikinstrument.
Et musikinstrument som et klaver, der er beregnet til at fremføre flerstemmig musik, ønsker vi stemt, således at vi kan spille rent i alle tonearter. Dette betyder at de kendte toneintervaller: tertser, kvinter, oktaver mv. alle skal stemmes rene. Dette kan overraskende ikke lade sig gøre på samme tid, derfor har man gennem tiden arbejdet med forskellige varianter af stemninger, kaldet temperaturer el. temperamenter.
Et interval siges at være rent (som vi mennesker opfatter det), hvis der ikke høres rytmiske svævninger, når de to toner spilles samtidigt.
Ordet kommer fra latin og betyder at finde en balance eller et kompromis.

## Intervalproblemet
Problemet med at stemme flere intervaller rene samtidigt har været kendt siden antikken. Et interval kaldes forholdet i den vestlige musiktradition mellem to toner der stemmer, fx en kvart, en kvint eller en oktav.
Et interval kan udtrykkes som et forhold mellem frekvenserne for de to toner: (se også artikel om toneinterval)
- For en tone til dens oktav er forholdet: 1 til 2
- For en tone til dens kvint er forholdet: 2 til 3
- For en tone til dens kvart er forholdet: 3 til 4
- For en tone til dens (store) terts er forholdet: 4 til 5

Dette kan vises ved at lave et instrument med een streng (monochord) og måle strenglængderne for tonerne i et interval. Strenglænderne vil så modsvare forholdet (hvis strengen har samme spænding). Dette blev allerede opdaget i antikkens Grækenland af Pythagoras.
Da tre store tertser efter hinanden er det samme som en oktav burde regnestykket: 5/4 * 5/4 * 5/4 = 2/1, MEN det er ikke tilfældet. Stemmer vi tre store tertser efter hinanden får vi 125/64 og ikke 128/64 = 2/1 som man skulle tro. Dette betyder at det ikke er muligt at stemme både rene tertser og rene oktaver på samme instrument, eller at flere instrumenter der spiller sammen ikke kan veksle mellem rene tertser og oktaver og samtidig få det til at stemme.
Forskellen mellem de tre tertser og oktaven, hvor de tre tertser tilsammen giver for lidt, kaldes diësis.
Det samme kan vises for andre intervaller: fire på hinanden følgende kvinter: 3/2 * 3/2 * 3/2 * 3/2 = 81/16, mens to oktaver + en stor terts: 2/1 * 2/1 * 5/4 kun giver 80/16. Denne forskel kaldes det syntoniske komma.
Tolv på hinanden følgende kvinter (3/2)12=129.75 giver et interval, som er lidt større end 7 oktaver (2/1)7=128. Dette kaldes det pythagoræiske komma. Dette betyder i praksis at hvis man stemmer rene kvinter hele vejen rundt efter kvintcirklen vil man ende på en tone som er en anelse højere end grundtonen.

## Temperamenter
At løse dette problem, således at man frit vil kunne spille i alle tonearter har der været arbejdet på siden tasteinstrumenternes opfindelse, tilbage i middelalderen. Som udgangspunkt har oktaverne altid været stemt rene. 
Problemet kan kun løses ved et kompromis: enten er tertserne rene eller også kvinterne, eller også er både tertser og kvinter falske. Her præsenteres nogle udvalgte temperamenter:
Pythagoræisk temperament: i middelalderen blev kvinterne stemt rene, hvorved tertserne blev tilsvarende falske. For at oktaverne stadig var rene blev en kvint meget falsk. Denne blev kaldt "ulven".
Middeltonestemning: først anvendt fra starten af det 16. årh. Flest mulige rene tertser, på bekostning af kvinterne.
Modificeret middeltone: 17. årh. Middeltonestemning rettes til så flere tonearter bliver mulige (men lidt mindre rene).
Werckmeister III: Er "veltempereret" og således et af de første temperamenter beregnet på at kunne anvendes i alle tonearter – men ikke lige rent. Temperamentet er konstrueret, således at tonearter med færrest fortegn er mest rene. Det er muligvis det temperament som J.S. Bach anvendte til sit værk Das Wohltemperierte Klavier.
Ligesvævende temperament: Siden 1900 har denne været almindeligt anvendt til klaverer mv. I den ligesvævende stemning er alle intervaller relativt set lige falske, hvilket bevirker at tonearterne taber deres forskellighed. At intervallerne ikke er rene høres ikke så tydeligt på et klaver som på fx et orgel og et cembalo.

## Betydning for musikken
Det har naturligvis stor betydning om intervaller er rene og skarpe, eller lidt falske. Musikken i renæssancen og barokken udnyttede dette og derfor lyder musikstykkerne fra denne periode anderledes, hvis instrumenterne er stemt med brug af et passende temperament. I dag anvendes de tidligere temperamenter ved fremførelse af tidlig musik, mens ligesvævende stemningen anvendes til al anden musik. Det er væsentlig vanskeligere at stemme den ligesvævende stemning korrekt, da øret søger mod de rene intervaller. Derfor anvendes næsten altid en tuner. Der findes også tunere til mange forskellige tidlige temperamenter.
Hør det samme stykke musik af Cabezon: "Canto del Caballero", spillet på cembalo stemt i to forskellige temperamenter.
- Stemt i middeltone stemning
- Stemt i ligesvævende stemning

"Cinquieme prelude" fra L'Art de Toucher le Clavecin af François Couperin
- Spillet på cembalo i ligesvævende stemning
- Spillet på cembalo i rekonstrueret stemning fra Couperins tid (temperament ordinaire)